# Emilio Visconti-Venosta
Emilio Visconti Venosta (ur. 22 stycznia 1829 w Mediolanie, zm. 24 listopada 1914 w Rzymie) – włoski markiz, polityk, dyplomata, od 1862 roku sekretarz generalny w ministerstwie spraw zagranicznych Królestwa Włoch. W latach 1863–1864, 1866–1867, 1869–1876, 1896–1898 i 1899–1901 stał na czele tegoż ministerstwa, zawarł konwencję z Francją. W 1873 roku towarzyszył królowi w jego podróży do Berlina i Wiednia, gdzie zawarto Trójprzymierze.